# Rudine
Rudine (italsky Rúdina) je malá vesnička a přímořské letovisko v Chorvatsku v Přímořsko-gorskokotarské župě. Nachází se na ostrově Krk a je součástí opčiny Dobrinj. V roce 2011 zde trvale žilo pouhých 5 obyvatel.
Vesnice je známá především díky krápníkové jeskyni Biserujka a dvěma plážím (Mala a Rudine), které jsou však z vesničky těžko přístupné.
Jedinou sousední vesnicí je Čižići.